# Tmarus dostinikus
Tmarus dostinikus là một loài nhện trong họ Thomisidae.
Loài này thuộc chi Tmarus. Tmarus dostinikus được Alberto Barrion & James A. Litsinger miêu tả năm 1995.